# Wskaźnik ubóstwa społecznego
Wskaźnik ubóstwa społecznego, HPI (od ang. Human Poverty Index, w dosł. tłum. „wskaźnik ubóstwa ludzkiego”) – syntetyczny miernik opisujący stopień rozwoju społeczno-ekonomicznego, stosowany przez Organizację Narodów Zjednoczonych. 
W przypadku HPI brane są pod uwagę nie tylko zarobki w odniesieniu do struktury demograficznej, ale też zakres ubóstwa i bezrobocia długoterminowego oraz poziom rozwoju intelektualnego (analfabetyzm).
Wyróżnia się HPI-1 i HPI-2, które stosuje się zależnie od ogólnego poziomu rozwoju badanego państwa lub społeczności.

## Ranking HPI-2
| Miejsce | Kraj              | HPI-2 | Prawdopodobieństwo śmierci przed 60. rokiem życia (%) | Procent funkcjonalnych analfabetów | Długotrwałe bezrobocie (%) | Odsetek ludności uzyskujący poniżej 50% mediany dochodów (%) |
| ------- | ----------------- | ----- | ----------------------------------------------------- | ---------------------------------- | -------------------------- | ------------------------------------------------------------ |
| 1       | Szwecja           | 6,3   | 6,7                                                   | 7,5                                | 1,1                        | 6,5                                                          |
| 2       | Norwegia          | 6,8   | 7,9                                                   | 7,9                                | 0,5                        | 6,4                                                          |
| 3       | Holandia          | 8,1   | 8,3                                                   | 10,5                               | 1,8                        | 7,3                                                          |
| 4       | Finlandia         | 8,1   | 9,4                                                   | 10,4                               | 1,8                        | 5,4                                                          |
| 5       | Dania             | 8,2   | 10,3                                                  | 9,6                                | 0,8                        | 5,6                                                          |
| 6       | Niemcy            | 10,3  | 8,6                                                   | 14,4                               | 5,8                        | 8,4                                                          |
| 7       | Szwajcaria        | 10,7  | 7,2                                                   | 15,9                               | 1,5                        | 7,6                                                          |
| 8       | Kanada            | 10,9  | 8,1                                                   | 14,6                               | 0,5                        | 11,4                                                         |
| 9       | Luksemburg        | 11,1  | 9,2                                                   | —                                  | 1,2                        | 6,0                                                          |
| 10      | Austria           | 11,1  | 8,8                                                   | —                                  | 1,3                        | 7,7                                                          |
| 11      | Francja           | 11,2  | 8,9                                                   | —                                  | 4,1                        | 7,3                                                          |
| 12      | Japonia           | 11,7  | 6,9                                                   | —                                  | 1,3                        | 11,8                                                         |
| 13      | Australia         | 12,1  | 7,3                                                   | 17,0                               | 0,9                        | 12,2                                                         |
| 14      | Belgia            | 12,4  | 9,3                                                   | 18,4                               | 4,6                        | 8,0                                                          |
| 15      | Hiszpania         | 12,5  | 7,7                                                   | —                                  | 2,2                        | 14,2                                                         |
| 16      | Wielka Brytania   | 14,8  | 8,7                                                   | 21,8                               | 1,2                        | 12,5                                                         |
| 17      | Stany Zjednoczone | 15,4  | 11,6                                                  | 20,0                               | 0,5                        | 17,0                                                         |
| 18      | Irlandia          | 16,0  | 8,7                                                   | 22,6                               | 1,5                        | 16,2                                                         |
| 19      | Włochy            | 29,8  | 7,7                                                   | 47,0                               | 3,4                        | 12,7                                                         |